# Symfonie nr. 4 (Brian)
Havergal Brian componeerde zijn Symfonie nr. 4 Lied van Overwinning in de jaren 1932 en 1933. De symfonie is geschreven voor sopraan, dubbel koor en groot symfonieorkest.

## Geschiedenis
Brian is voornamelijk bekend vanwege zijn enorme eerste symfonie, die een zeer grote orkestratie heeft en uitging van de Joods-Christelijke traditie, terwijl Brian zelf niet erg gelovig was. Hij keerde terug naar de Bijbel met zijn vierde symfonie. Het is een toonzetting van de Psalm van David en wel nummer 68. Hoe kwam Brian ertoe om in de aanloop naar de Tweede Wereldoorlog een symfonie te schrijven met een Duitstalige subtitel en waarvan de tekst ook geheel in het Duits is geschreven. De eerste reden kan liggen in het feit dat Brian een liefhebber was van Duitse kunst en met name de muziek en literatuur; een tweede reden kan zijn dat zijn eerste symfonie zowaar in Duitsland werd gepubliceerd en ze dachten aan een opvoering van een van zijn operas The Tigers. Een derde factor kan zijn een waarschuwing aan het adres van Duitsland in de hoedanigheid van Psalm 68. Hij gebruikte daarbij de versie van Maarten Luther.
Het mocht allemaal niet baten want nadat Brian de symfonie had voltooid verdween die in de la (dat overkwam meer werken van Brian) om er pas in 1967 uit de komen voor een radio-uitzending. Het publiek kon pas rechtstreeks met de symfonie kennismaken in 1974. Deze eerste publieke uitvoering werd gegeven door John Poole met het London Symphony Orchestra met haar koor en solisten Felicity Palmer.

## Muziek
De symfonie kent geen traditionele indeling; ze is wel in drie delen, kortweg deel 1, 2 en 3 genoemd. Deze delen worden achter elkaar doorgespeeld. Elke deel valt uiteen in drie secties en dat loopt grotendeels gelijk met de indeling van tekst. Deel één en drie zijn daarbij voor koor en orkest; het koor zingt daarbij soms hele stukken a capella; deel twee is voor de solisten en het orkest. Het karakter van de delen één en drie is woest, behalve dan de rustige middensecties van de delen. Deel twee staat daar als een soort pastorale lijnrecht tegenover; een haast kamermuziekachtige sfeer met de soliste zorgt hier voor kalmte. De stemming van de symfonie loopt uiteen van somber tot haast triomfantelijk. Het werk zit vol chromatiek, dissonanten en grote verschillen in dynamiek. Het werk past goed in de Britse traditie van min of meer religieuze werken waarbij er steeds meer mensen op het podium kwamen te staan. De traditie liep als het ware parallel aan de ontwikkelingen in de muziek op het vasteland, maar kwam later. In Europa was daar bijvoorbeeld de achtste symfonie van Gustav Mahler en de Gurrelieder van Arnold Schönberg. In Groot-Brittannië kregen ze dus de eerste en vierde symfonie van Brian, Granville Bantocks Omar Khayyám en de grootse werken van Edward Elgar.

## Orkestratie
- sopraan
- 2 SATB-koren bestaande uit sopranen, alten, tenoren en baritons
- 6 dwarsfluiten waarvan ook 1 piccolo en ook 1 altdwarsfluit, 2 hobo’s, 2 althobo’s, 2 liefdeshobo’s, 1 bashobo, 1 Esklarinet, 4 klarinetten, 2 altklarinetten, 2 basklarinetten, 1 contrabasklarinet, 4 fagotten, 2 contrafagotten;
- 8 hoorns, 4 trompetten, 5 trombones, 2 tubas,
- 2 stel pauken, gong, bekkens, grote trom, 3 kleine troms, tamboerijn, buisklokken, glockenspiel, xylofoon, 2 harpen, orgel, celesta;
- violen, altviolen, celli en contrabassen.

## Tijdlijn
Brian begon op 20 juni 1932 met het componeren en had het werk af op 4 december van dat jaar; er moest echter nog wat aangesleuteld worden zodat de uiteindelijke voltooiing plaatsvond op 10 december 1933. Het werk kwam voor het eerst op de lessenaar op 3 juli 1967 voor een radio-uitzending van de BBC; Honor Sheppard was de soliste, de koren waren het Halifax Choral Society en het koor van het Leeds Philharmonic Orchestra; het orkest was het BBC Northern Symphony Orchestra, het huidige BBC Philharmonic dirigent van dienst was Maurice Handford. Het verdween toen weer in de la tot de eerste (en tevens laatste) publieke uitvoering op 13 oktober 1974 met Palmer als soliste, BBC Singers, BBC Choral Society, Goldsmith’s Choral Union, het London Philharmonic Orchestra onder leiding van John Poole.
Tot op heden (2009) is er slechts één opname bekend:
- Jana Valásková, een Slowaakse sopraan, afgestudeerd aan het conservatorium in Bratislava en in 1985 sopraan van het operagezelschap aldaar;
- het filharmonisch koor uit Brno
- Het Radiosymfonieorkest van Tsjecho-Slowakije (Bratislava), nu Radiosymfonieorkest van Slowakije geheten; een in 1929 opgericht orkest
- dirigent: Adrian Leaper;
- platenlabel : Marco Polo in 1992 ; heruitgegeven door Naxos in 2006
- opnamedata; van 3 tot en met 8 februari 1992 in Bratislava

De meningen omtrent de opname waren divers. Het klinkt soms erg rommelig en men vroeg zich af of Leaper wel dé dirigent was om dit werk op te leiden. Aan de andere kant was men zich ervan bewust dat de grote orkesten met de maestro-dirigenten zich kennelijk niet aan dit werk wilden / willen branden, gezien het feit dat er maar een opname van is.
Symfonie nr. 1 "Gotische"  · 2 · 3 · 4 · 5 · 6 · 7 · 8 · 9 · 10 · 11 · 12 · 13 · 14 · 15 · 16 · 17 · 18 · 19 · 20 · 21 · 22 · 23 · 24 · 25 · 26 · 27 · 28 · 29 · 30 · 31 · 32